# Kouakro
Kouakro è una città e sottoprefettura della Costa d'Avorio appartenente al  dipartimento di Aboisso. Conta una popolazione di 30 061 abitanti (censimento 2014).